# Iglesia de Notre-Dame la Grande de Poitiers
Notre-Dame-la-Grande es una iglesia parroquial, antigua colegiata de estilo románico, situada en la ciudad francesa de Poitiers, en la región de Poitou-Charentes. Aunque la historiografía menciona que posiblemente fue iniciada en el siglo X, fue en el XI cuando se construyó mayormente, sobre antiguos vestigios de un edificio, del que subsisten algunas piedras y ladrillos, y consagrada por el cardenal obispo de Ostia, el futuro papa Urbano II, en 1086.
Es característica su fachada ricamente tallada y esculpida, reconocida como una obra maestra en lo que constituye el periodo de la escultura románica en Francia y concretamente de la escuela de Poitou, de la que se podría dar más información.
La fachada, totalmente vertical, consta de tres pisos en los que respectivamente se encuentran la portada, la ventana central y el frontón con una mandorla, flanqueada por sendas torres circulares en cada extremo.

## Historia
Dos fueron los templos paganos que se construyeron en el emplazamiento de la iglesia. Parece ser que estos edificios pertenecían a un foro ya que durante la época romana este barrio ya estaba ocupado. En el muro norte de la actual iglesia todavía se pueden contemplar vestigios de una construcción en piedra rectangular. 
La iglesia se menciona desde el siglo X bajo el nombre de Sancta Maria Major o Sainte-Marie-Majeure (significando ambas "Santa María la Mayor").
Con doble estatus de colegiata y parroquia, forma parte del obispo de Poitiers. Se sitúa cerca del Palacio de los Condes del Poitou-Duques de Aquitania (hoy en día palacio de justicia de Poitiers). Gracias a esta ubicación se puede comprender que los obispos de Poitiers tenían gran influencia en la política del lugar, puesto que éstos eran a su vez barones del Poitou.
El edificio fue reconstruido durante segunda mitad del siglo XI, en pleno románico, y fue consagrado en 1086 por el que sería papa Urbano II

## Arquitectura y escultura

### Interior

#### Vestigios de pinturas románicas
Los únicos frescos románicos que subsisten son los de la bóveda encima del coro y de la cripta. Sobre el coro aún se puede distinguir una representación poco frecuente del Apocalipsis: la Virgen con Niño está representada dentro de una mandorla, el Jesús de Nazaret en majestad sobre el abovedado, entre un círculo y un cuadrado; después, el Agnus Dei está representado dentro de un círculo. Alrededor, en arcadas ciegas, los 12 apóstoles están representados sentados, como en una fachada. Los historiadores de arte piensan que esta pintura pudo servir como modelo para las esculturas de la fachada de la iglesia ya que las expresiones y la composición de ambos son idénticas. En los ángulos, los ángeles acompañan las almas al paraíso.
En la cripta, los frescos representan santos anónimos. Algunos vestigios de representaciones de animales aparecen en los yesos de la parte norte.

#### Restauración en elsigloXIX
El conjunto de la iglesia fue restaurada por Joly-Leterme en 1851. Este último hizo repintar las columnas y las bóvedas con motivos romano-bizantinos, partiendo de la influencia de las cruzadas en el arte románico. Estas pinturas fueron criticadas en la época. El escritor Joris-Karl Huysmans les llamó "tatuajes". A pesar de ello, estas pinturas son mucho más cercanas a la época románica que las paredes desnudas.
En los años treinta, las columnas del coro fueron decapadas según el gusto del siglo XX por la sobriedad.
Otras pinturas neorrománicas y neogóticas decoran las capillas.

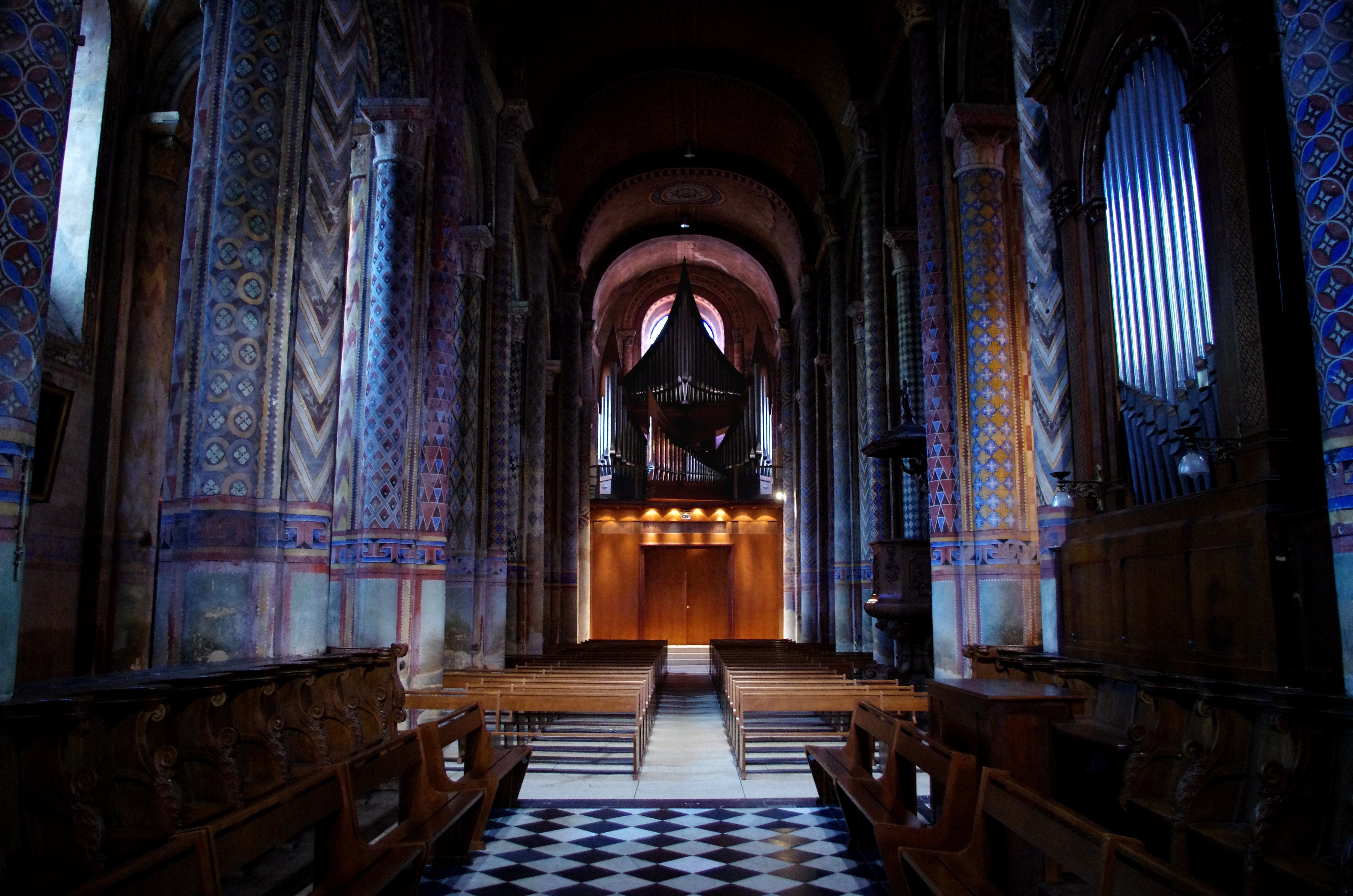
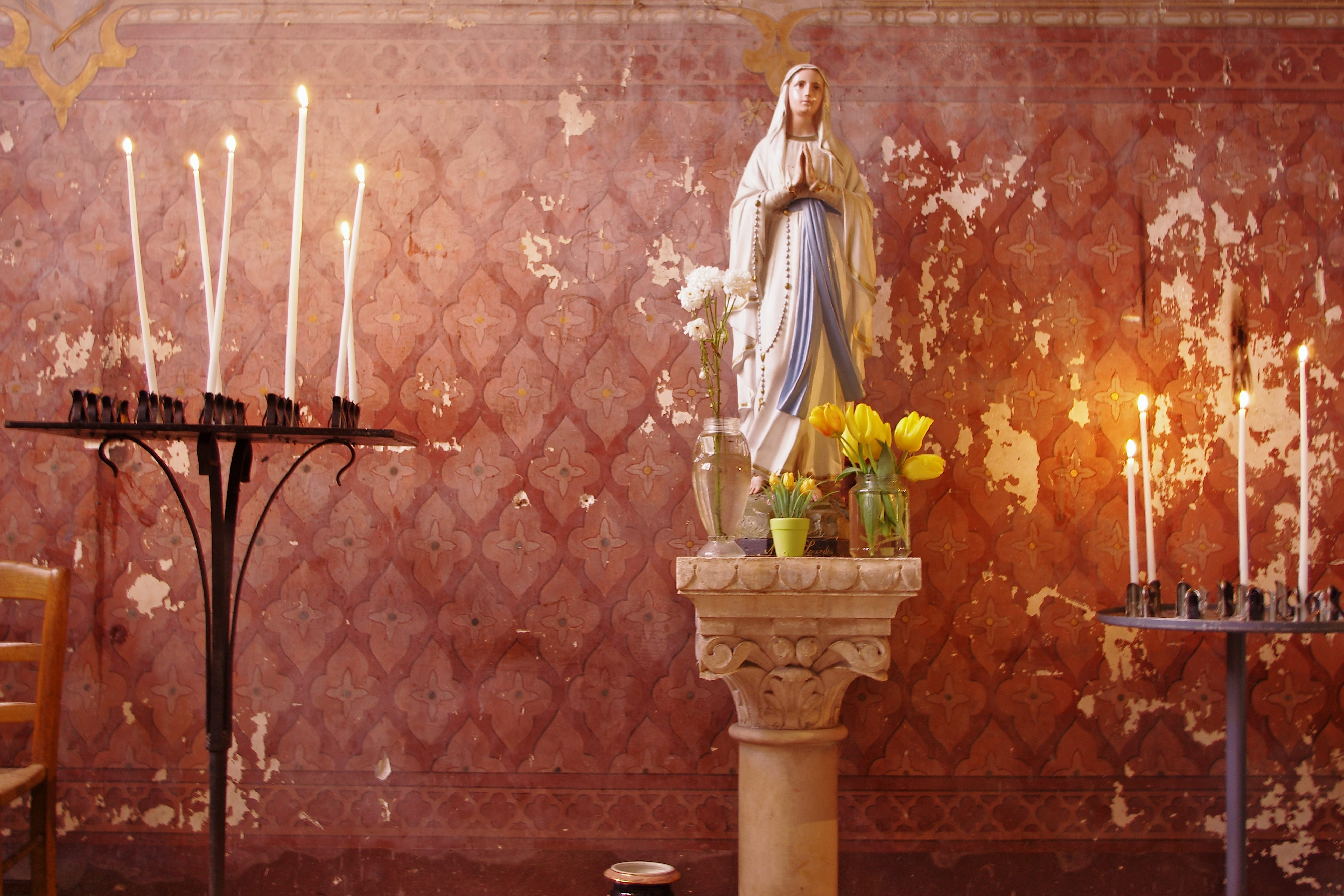

#### Escultura
Las esculturas de los capiteles son sobrias, compuestas por hojas estilizadas. Solo un capitel está historiadio: situado en el lado sur del deambulatorio, representa la Ascensión con Cristo en mandorla. Los capiteles del coro se inspiran en capitales corintios de la antigüedad romana. Podemos leer el nombre "Robertus" sin saber a quién hace referencia. Sobre las columnas hay esculpidas cruces patadas, así como en el campanario.
En la capilla de Santa Ana, llamada "del Loco", se encuentra un sepulcro de Cristo en piedra policromada. Data de principios del siglo XVI y proviene de la antigua abadía de la Trinidad.

#### Mobiliario
La iglesia fue reamueblada tras la Revolución francesa. Del mismo modo, encontramos un púlpito barroco en madera esculpido en el siglo XVII y que proviene del convento femenino de Notre-Dame y dos atriles en bronce del siglo XVII representando al Apóstol San Juan. La tradición dice que se trata de una copia de una estatua milagrosa destruida por los hugonotes en 1562. La estatua de Notre-Dame des Clefs data de finales del siglo XVI o de principios del XVII. Su estilo hierático, raro según el gusto del final del siglo XVI, recuerda al de las vírgenes románicas. Se conservan las coronas y la decoración que servían para llevarla en procesión el Lunes de Pascua. Un retablo del siglo XVII representa el Milagro "des Clefs", de la misma manera que una vidriera del siglo XIX. El conjunto de vidrieras data de los siglos XIX y XX. El órgano del coro es del final del siglo XIX, mientras que los grandes órganos son de 1996.

## La fachada occidental
Añadida durante el segundo cuarto del siglo XII, la fachada de Notre-Dame presenta un aspecto propio del románico poitevino. Encontramos también esta composición en la Iglesia de San Hilario de Melle y la abadía de San Jouin de Marnes. La fachada es más alta que el edificio y se estructura en tres arcadas superpuestas, encuadradas por dos torres. La escultura orna esta fachada, en la cual encontramos motivos frecuentes del arte románico, como representaciones de animales, follaje, figuras fantásticas... y las evidentes escenas bíblicas.

### El friso
Encima de la puerta se puede contemplar un friso de altorrelieve ilustrando pasajes de la Biblia. Las escenas escogidas son del Antiguo Testamento y el Nuevo Testamento, cuentan el anuncio del nacimiento de Jesús de Nazareth para salvar a la humanidad del pecado original. A veces se lo llama friso de la Encarnación. De izquierda a derecha podemos observar el pecado original, a Nabucodonosor rey de Babilonia, los profetas Daniel, Moisés, Isaías y Jeremías. Tras estas imágenes se encuentran las de la Anunciación de María, el Árbol de Jessé y el rey David, así como la visita a la Virgen María y representaciones de Nazareth y Jerusalén y diferentes escenas de la vida de Jesús.
En los arcos se representan los doce apóstoles, así como a los santos Hilario de Poitiers y Martín de Tours según la tradición local. A la derecha, un obispo heredero de los apóstoles, que recuerda el poder episcopal a los barones del Poitou. A la izquierda, el obispo lleva las representaciones del Papa.
Finalmente se encuentra un cristo en mandorla, rodeado por el Tetramorfos y por encima del Sol y la Luna.

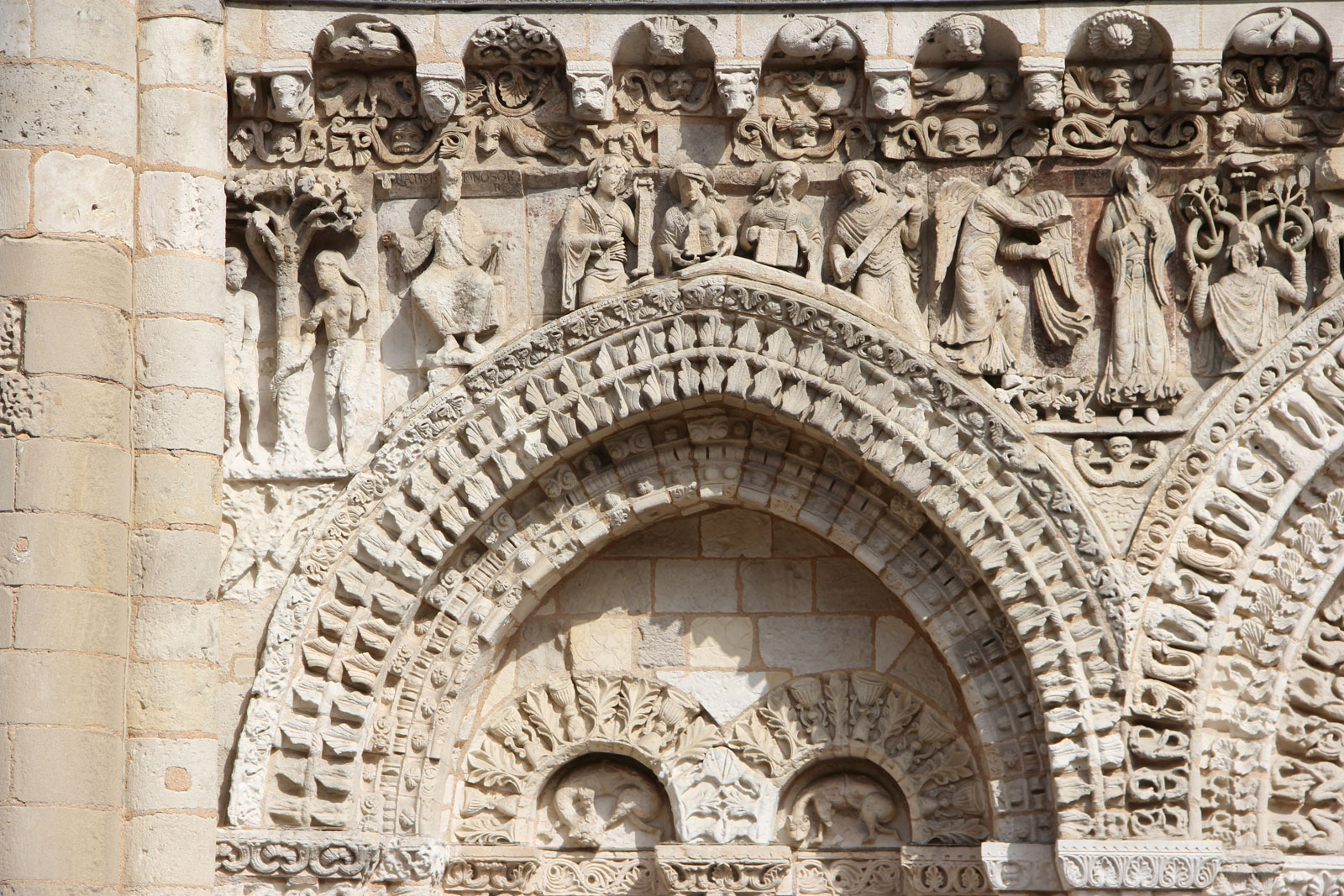
Ancestros bíblicos de Jesús, fachada oeste.
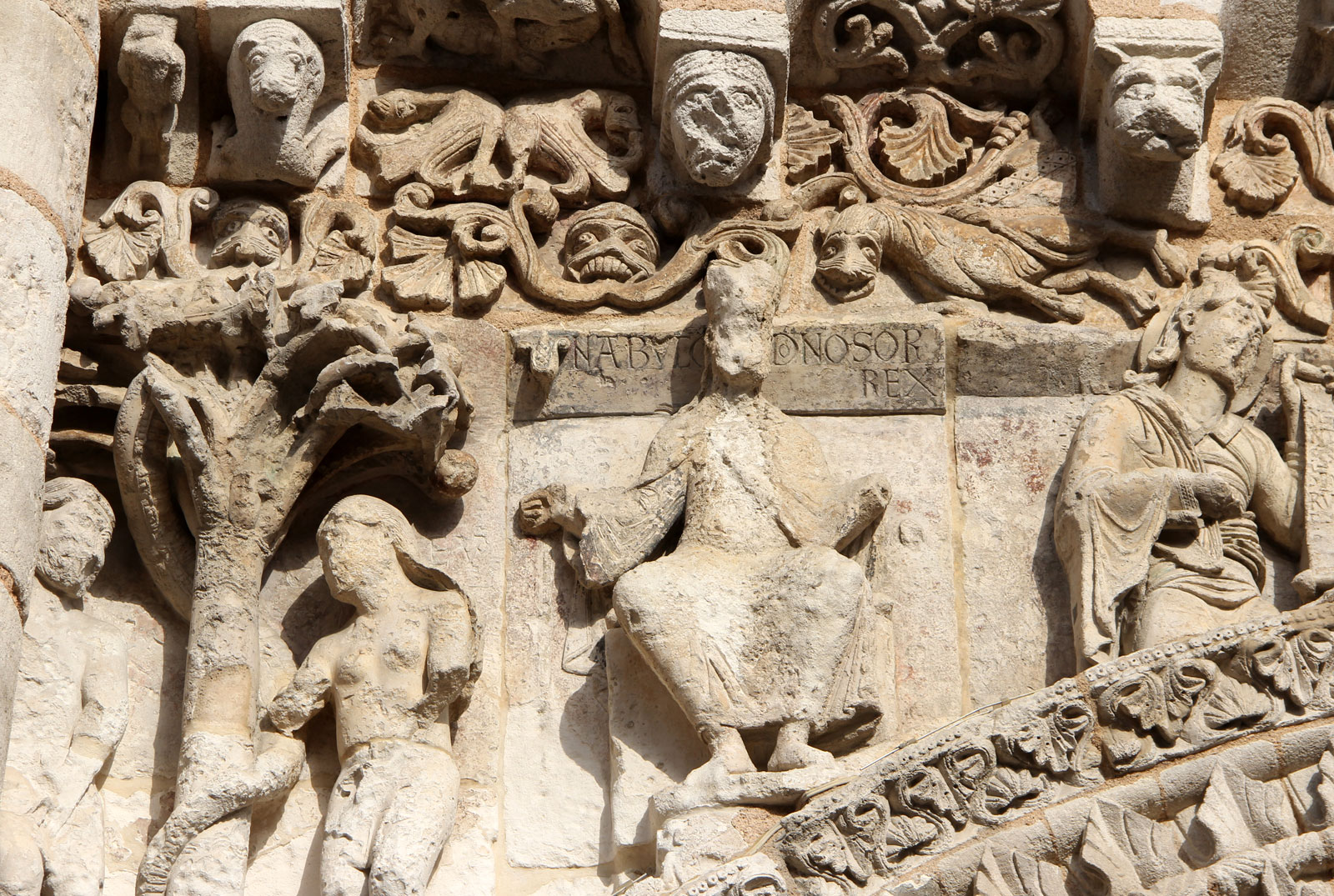
Adán y Eva, Nabucodonosos, fachada oeste.
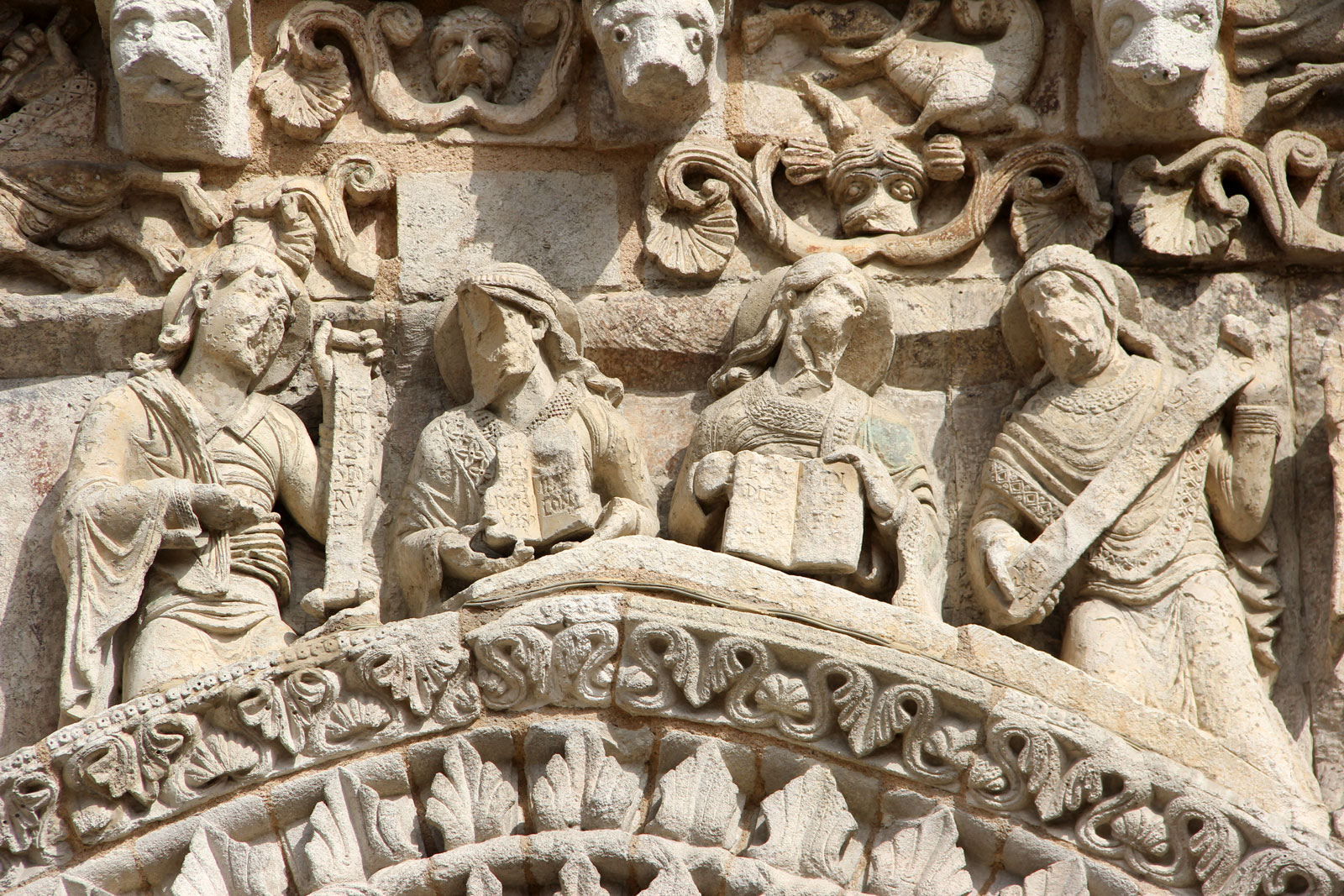
Profetas Daniel, Jeremías, Isaías y Moisés.
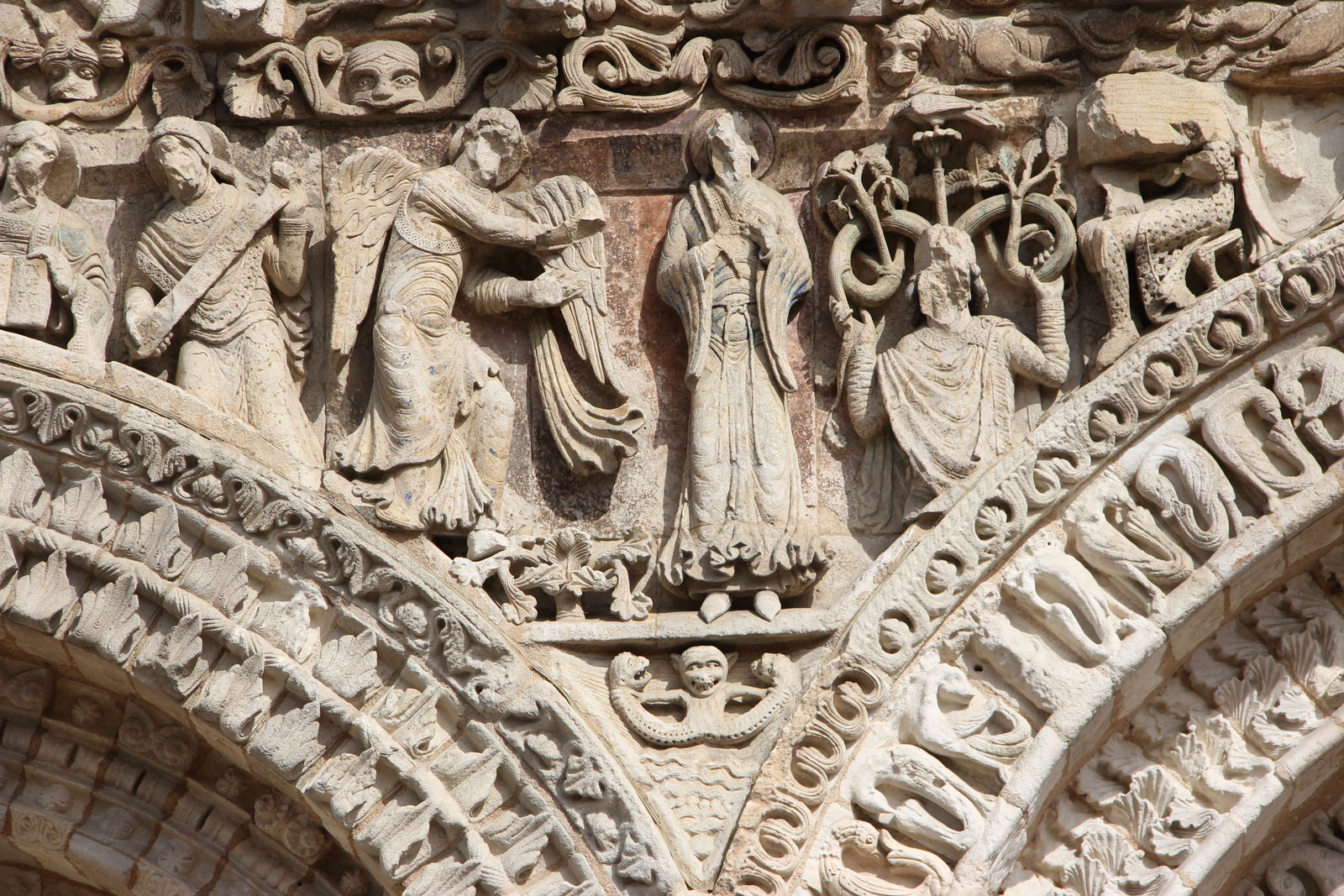
Isaías, Moisés, Gabriel, Jesé y David.
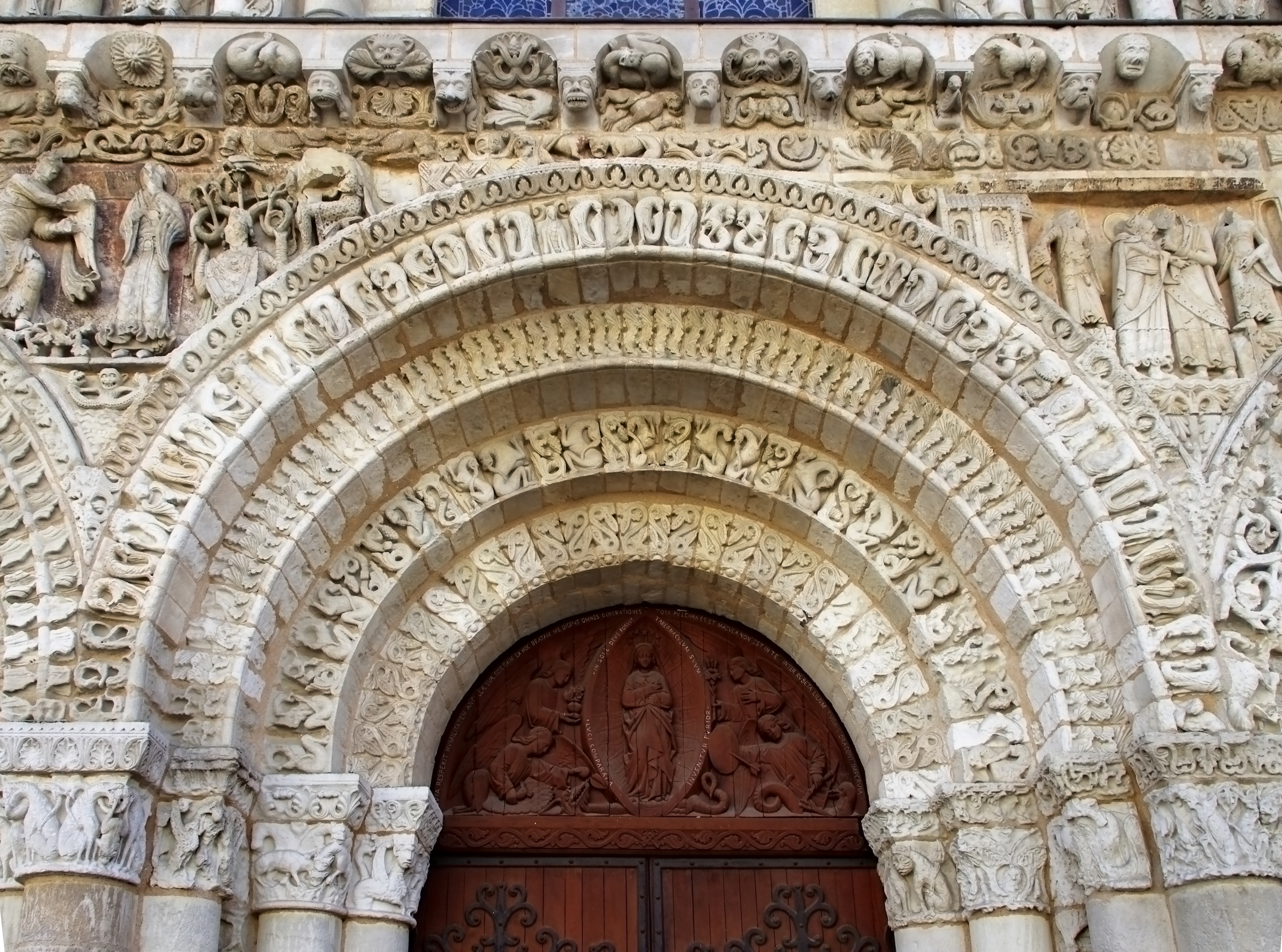
Tímpano.
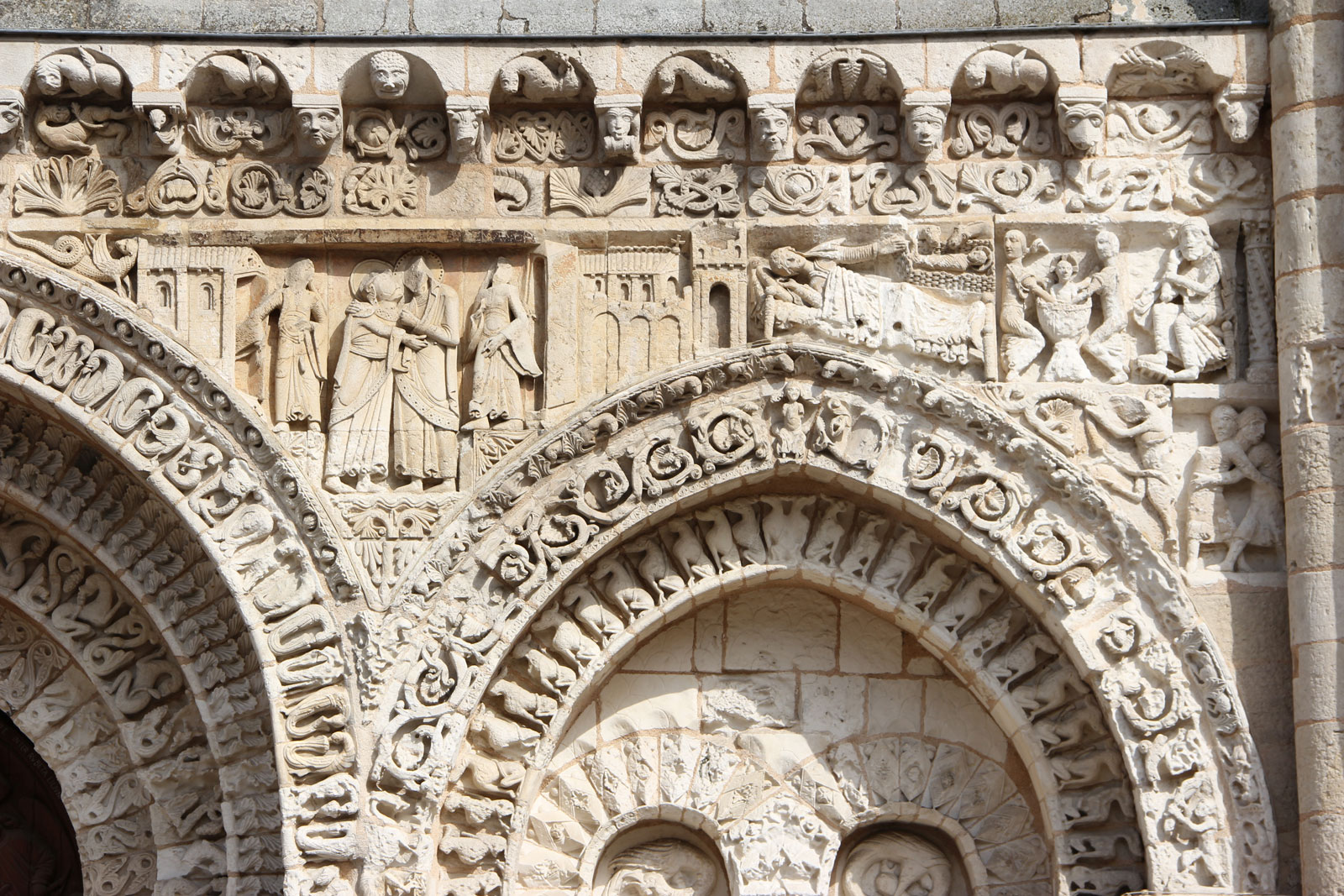
Escenas de la vida de Jesús, fachada oeste.
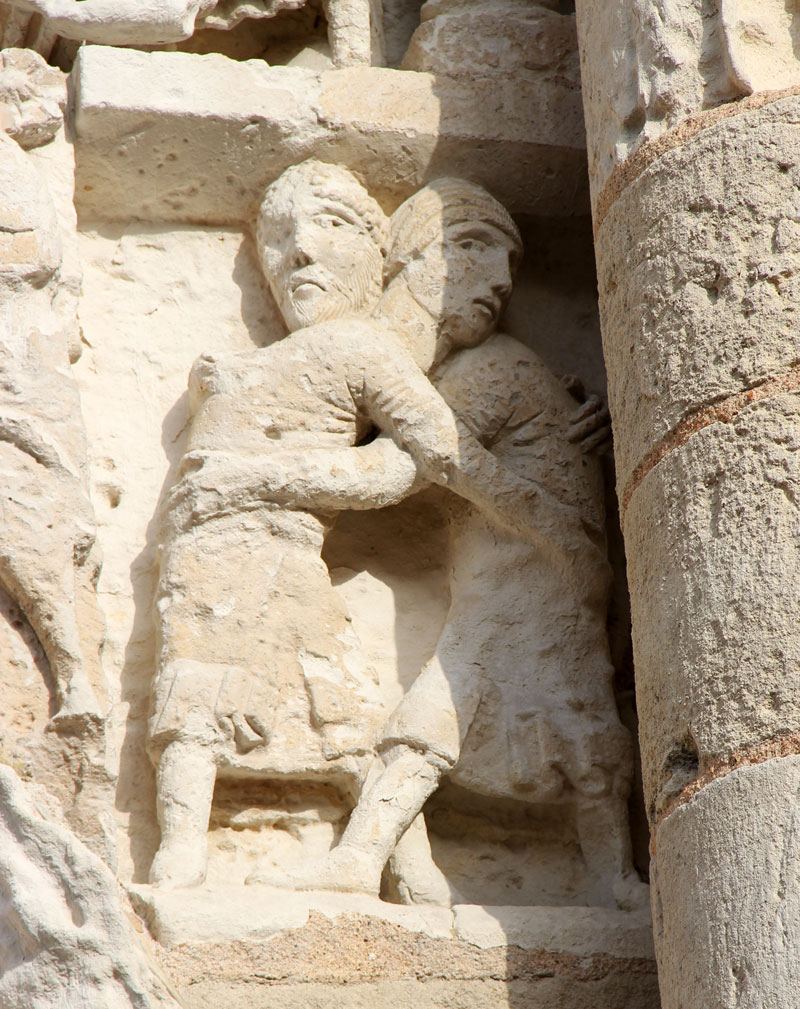
Dos personajes que se abrazan o pelean, fachada oeste.
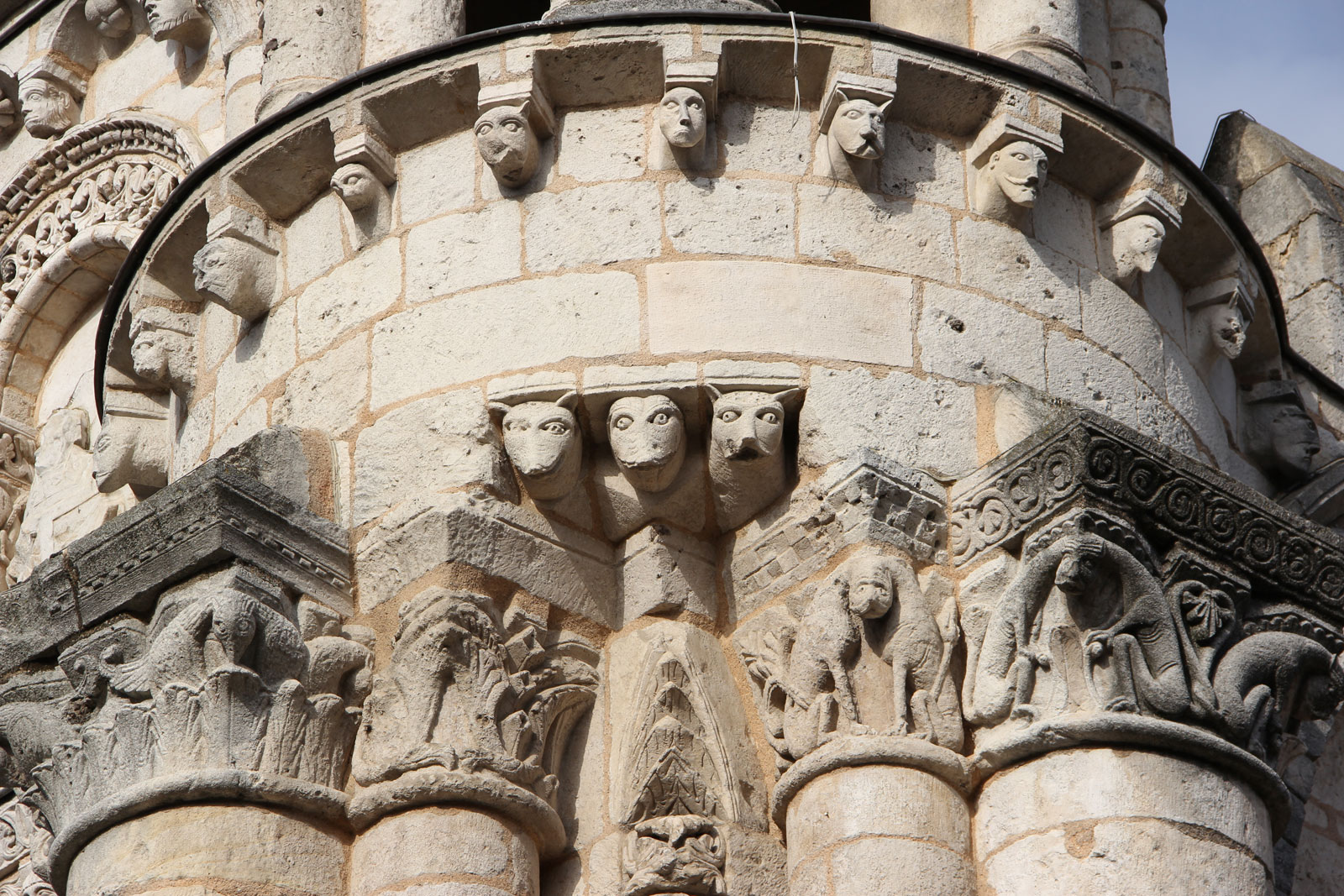
Cabezas y figuras fantásticas, fachada oeste.
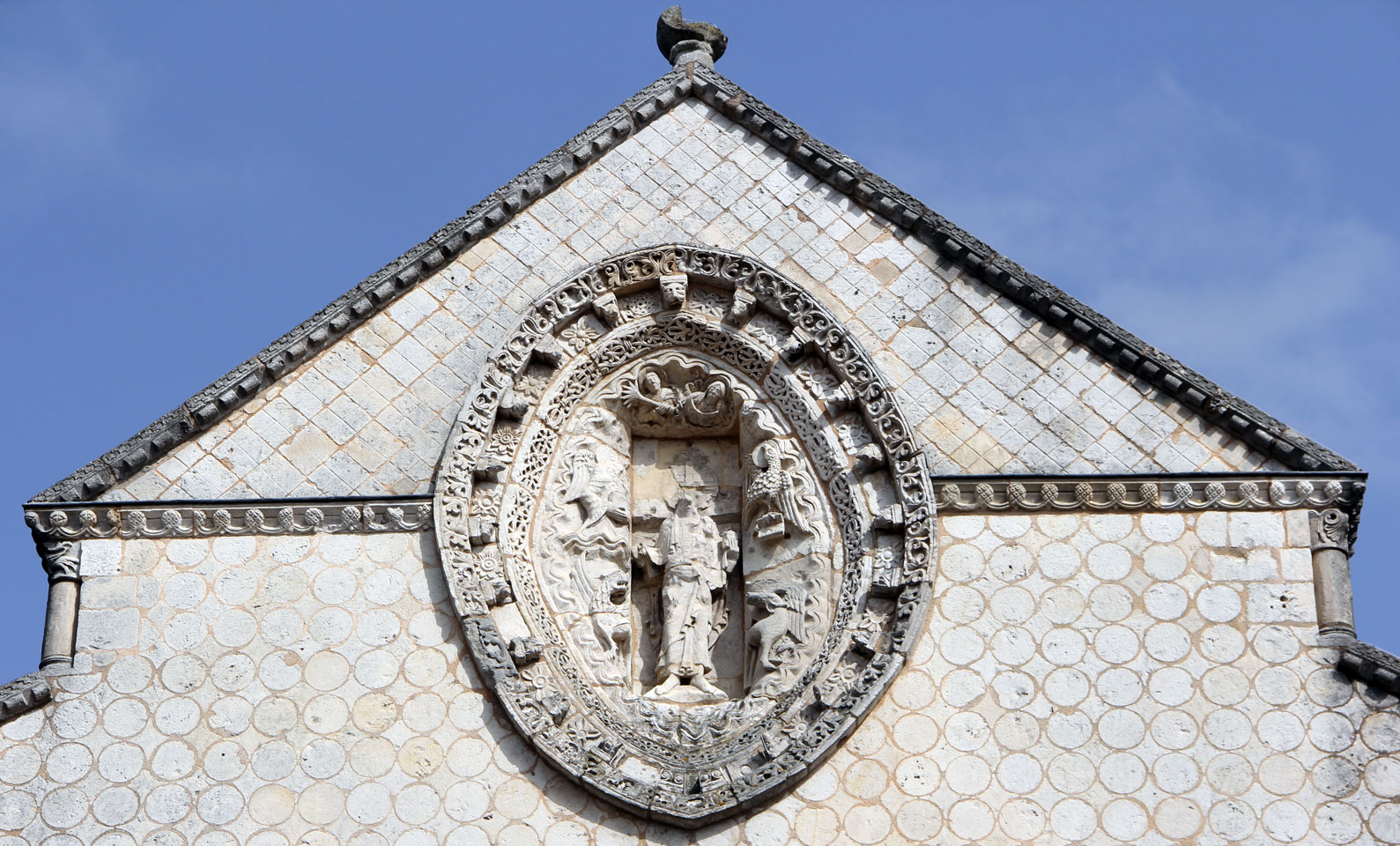
Mandorla con Cristo, fachada oeste.

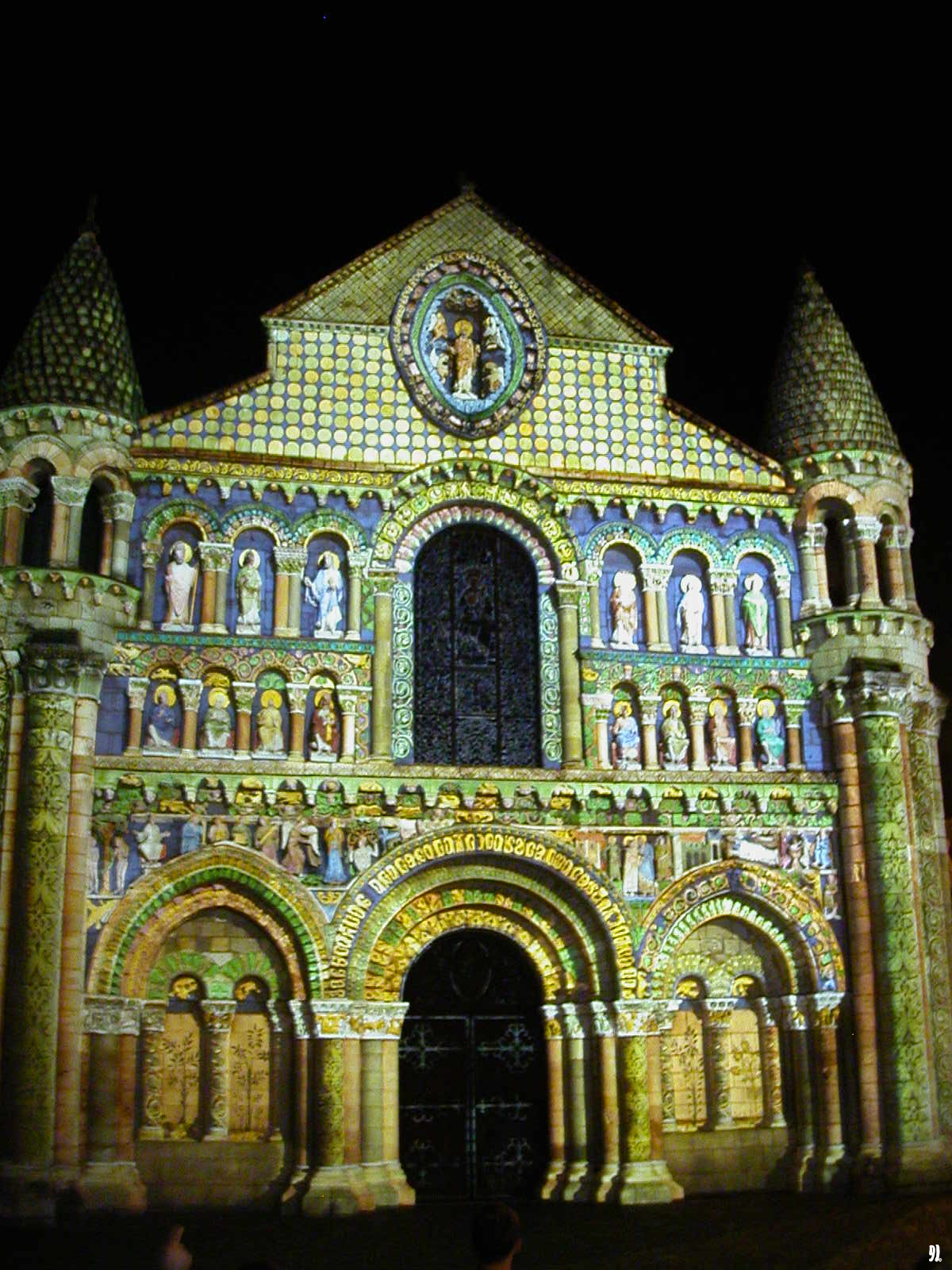
Policromía

Distinguimos en la obra al menos dos talleres escultóricos: uno con un gusto especial por el movimiento y los pliegues (como en la Anunciación) y otro con un trabajo más estácico (como la Visitación). Las esculturas habían sido realizadas antes del montaje de la fachada tal y como lo muestran algunas esculturas que finalmente no fueron emplazadas donde estaba planeado en un principio.
Trazas de policromía se han encontrado en el friso y los personajes. Se pueden ver especialmente alrededor de la escena de la Anunciación. Desgraciadamente son difíciles de datar pero se estima que corresponden al final de la Edad Media, cuando se realizaron importantes trabajos en la iglesia, especialmente durante el siglo XV.
En 1562, durante el saqueo de Poitiers por parte de los hugonotes, se rompieron las cabezas de las figuras que creían heréticas. En el siglo XVII, la presencia de los mercaderes de salmón provoca un deterioro de la piedra caliza por la sal.
En 1992 se comenzó una gran campaña de restauración de la iglesia. Las piedras fueron desaladas en laboratorio y reinstaladas. La inauguración de la fachada tuvo lugar en 1995 y fue a raíz de ello que se creó el espectáculo de luces.

## Por la noche
Desde 1995, los artistas Skertzo crearon un espectáculo de colores en la fachada de Notre-Dame-le-Grande. De 22:30 h a 22:45 h la iglesia se ilumina. Gente acude al espectáculo donde se ve la fachada iluminada de diferentes colores. Esto ocurre gracias a una proyección que tiene lugar entre los meses de junio y septiembre.

## Iconografía

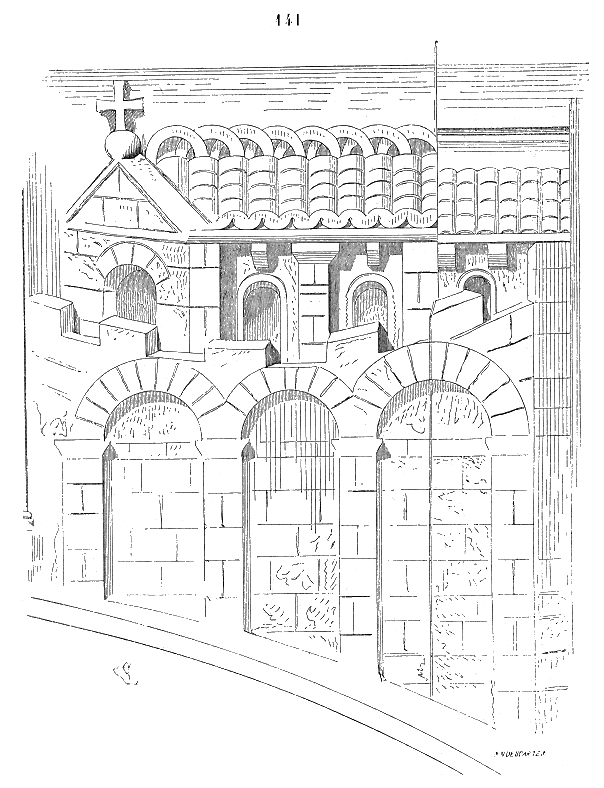
Detalle del friso de la fachada

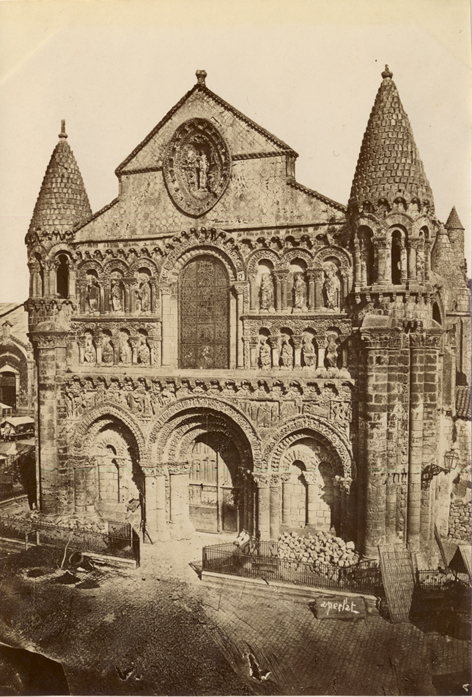
Fotografía de Alfred Perlat, sobre 1870

La iglesia es mencionada en los planos de la ciudad desde el Renacimiento, pero su campanario es reconocible en la obra de François Nautré "Siège de Poitiers en 1569", conservada en el Musée Sainte-Croix de la ciudad.
La representación más antigua de la fachada de Notre-Dame-la-Grande es la de la colección de François Roger de Gaignières realizada en 1699 (Bibliothèque nationale de France). Se observa la estatua del caballero en el porche sur y los puestos de los mercaderes pegados a los muros del edificio. A partir de principios del siglo XIX, la fachada es protagonista de grabados tanto arqueológicos como pictóricos. Aparece en las obras de Eugène Viollet-le-Duc.
Pintores de los siglos XIX y XX, especialmente regionales, plasman esta iconografía en sus obras. Algunos la idealizan de forma romántica, aunque otros utilizan una visión más rigurosa y fotográfica.
La primera foto conocida del edificio fue realizada en 1851 por Gustave Le Gray durante su Misión Heliográfica. También lors de la Mission Héliographique. También fue fotografiada regularmente por Alfred Perlat o Jules Robuchon (Paysages et Monuments du Poitou, 1880), antes de convertirse en un motivo recurrente para las postales.

## La leyenda del milagro de las llaves

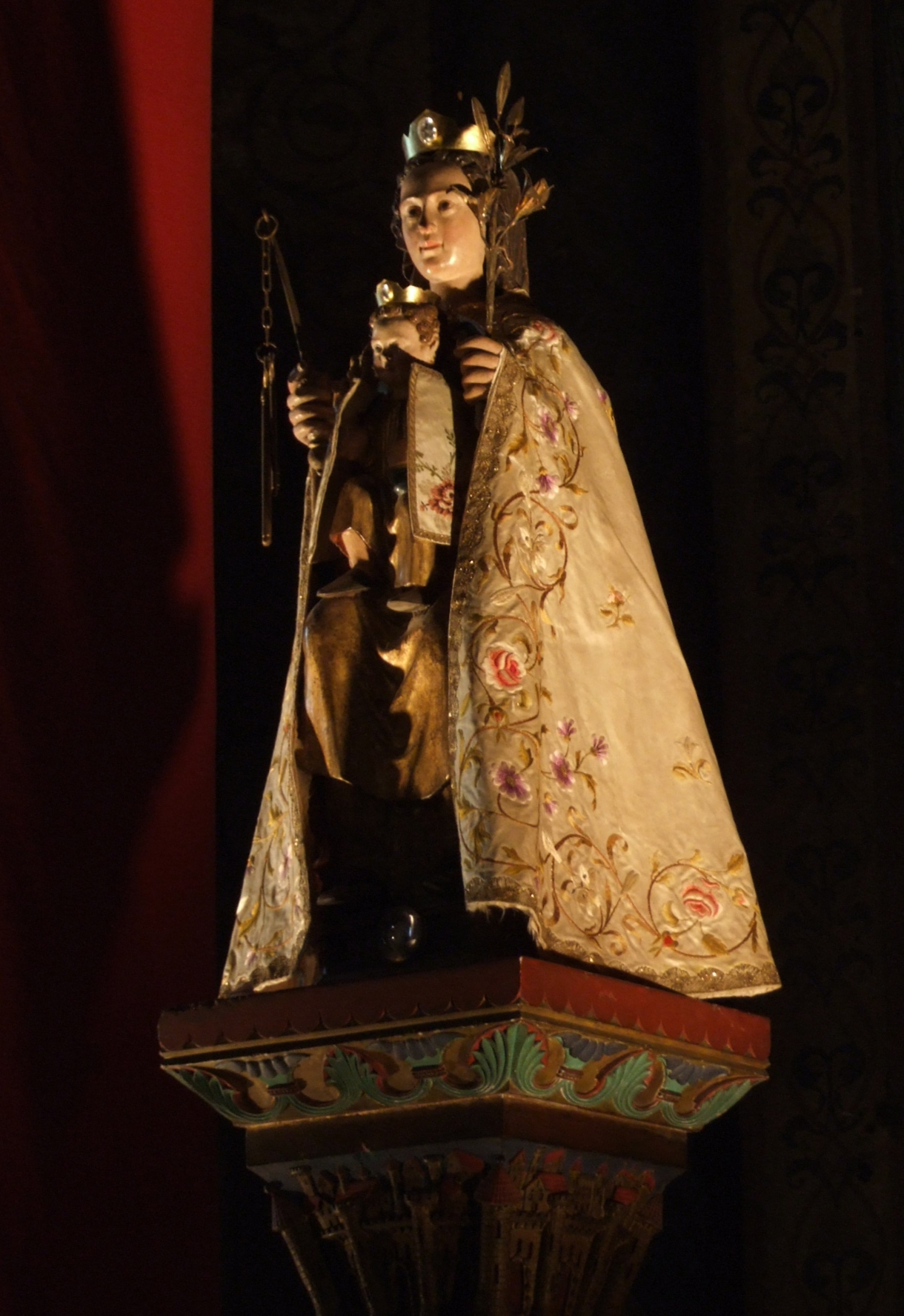
Estatua de Nuestra Señora con las llaves de la ciudad

En 1202, los ingleses sitiaron la ciudad de Poitiers. El cura del alcalde prometió liberar la ciudad dándoles las llaves de la ciudad a cambio de una gran cantidad de dinero el día de Pascua.
Por la noche, el cura entró en la habitación del alcalde para robarle las llaves pero, en el momento de cogerlas, habían desaparecido.
Cuando despertó, el alcalde se dio cuenta de la desaparición de las llaves y supo que alguien le había traicionado, por lo que llamó a su ejército y acudió con él a Notre Dame para rezar. Allí descubrió que la estatua de la Virgen María tenía las llaves en su mano. Durante la noche los ingleses, asustados por la aparición no solo de la Virgen sino también de San Hilario y Santa Radegonda, huyeron.
Esta leyenda se representa en una vidriera del siglo XIX y en un cuadro del siglo XVII. La iglesia de San Hilario de Poitiers conserva tres estatuas de piedra (La Virgen con el Niño, San Hilario y Santa Radegonda) que decoraron en el pasado la puerta de la Tranchée, lugar del milagro.
Desde el punto de vista histórico, esta historia es falsa puesto que en 1202 la región de Poitou formaba parte del ducado inglés de Aquitania, bajo el reinado de Enrique II de Inglaterra y Leonor de Aquitania. La historia más antigua se re
Los poitevinos celebraron, hasta 1887, esta protección divina mediante una procesión solemne por toda la ciudad y una estatua fue erigida en mitad del coro en el siglo XVII.

## Posteridad
El modelo de Notre-Dame-la-Grande tuvo una gran repercusión en algunas construcciones contemporáneas (como la abadía Saint-Jean de Montierneuf también en Poitiers), el redescubrimiento de la Edad Media durante el siglo XIX permitió una gran difusión de las formas y reinterpretaciones según las tendencias históricas de la época.
En 1858, Henri-Alexandre Godineau de la Bretonnerie se inspiró de ella para la fachada de la iglesia Saint-Jacques de Châtellerault.
El arquitecto Paul Abadie se basó de ella para restaurar la catedral de Angulema añadiendo torres a la fachada y la cita directamente en su versión de la fachada Sainte-Croix de Burdeos en 1862. Las techumbres de yeso inspiraron parte de la Sagrado Corazón de Montmartre.
Otros edificios basados en esta iglesia son la capilla Sainte-Barbe-des-Mines (1860) en Chalonnes-sur-Loire, la capilla del Cementerio del este en Angers (por Ernest François Dainville) o la iglesia Notre-Dame-de-Bonabry en Fougères construida por Henri Mellet en 1891.

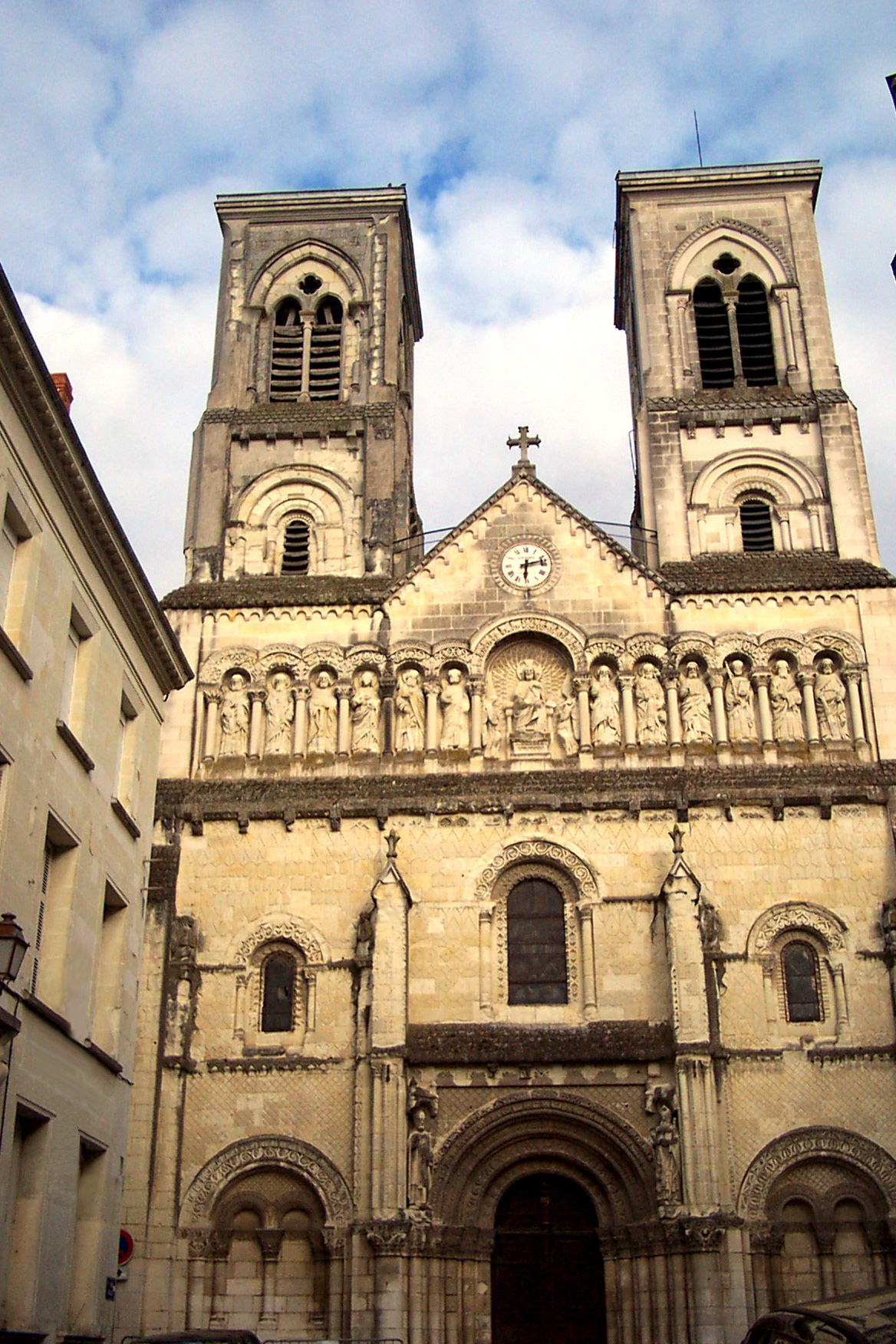
Iglesia de Saint-Jacques de Châtellerault
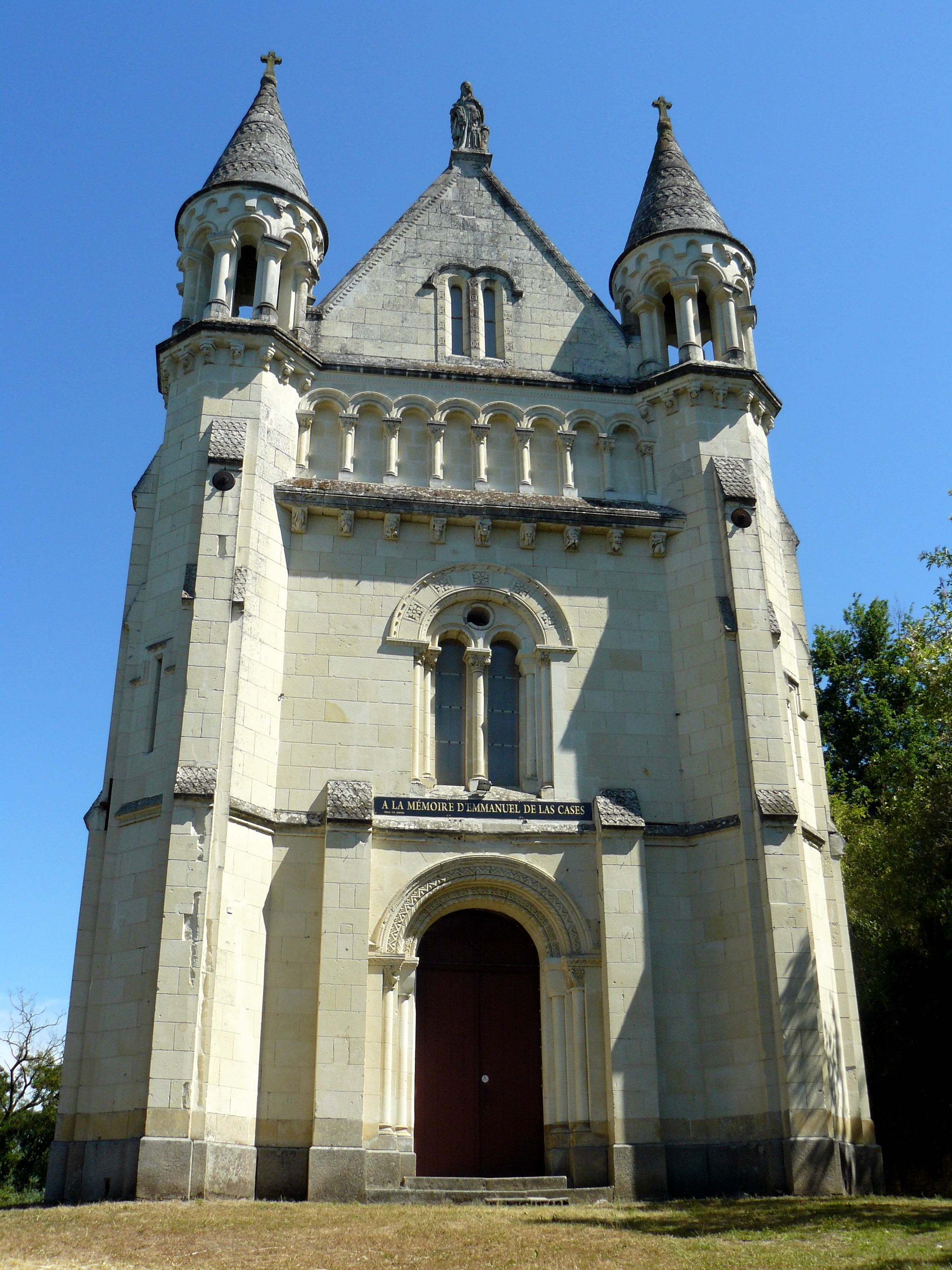
Sainte-Barbe des Mines en Chalonnes-sur-Loire
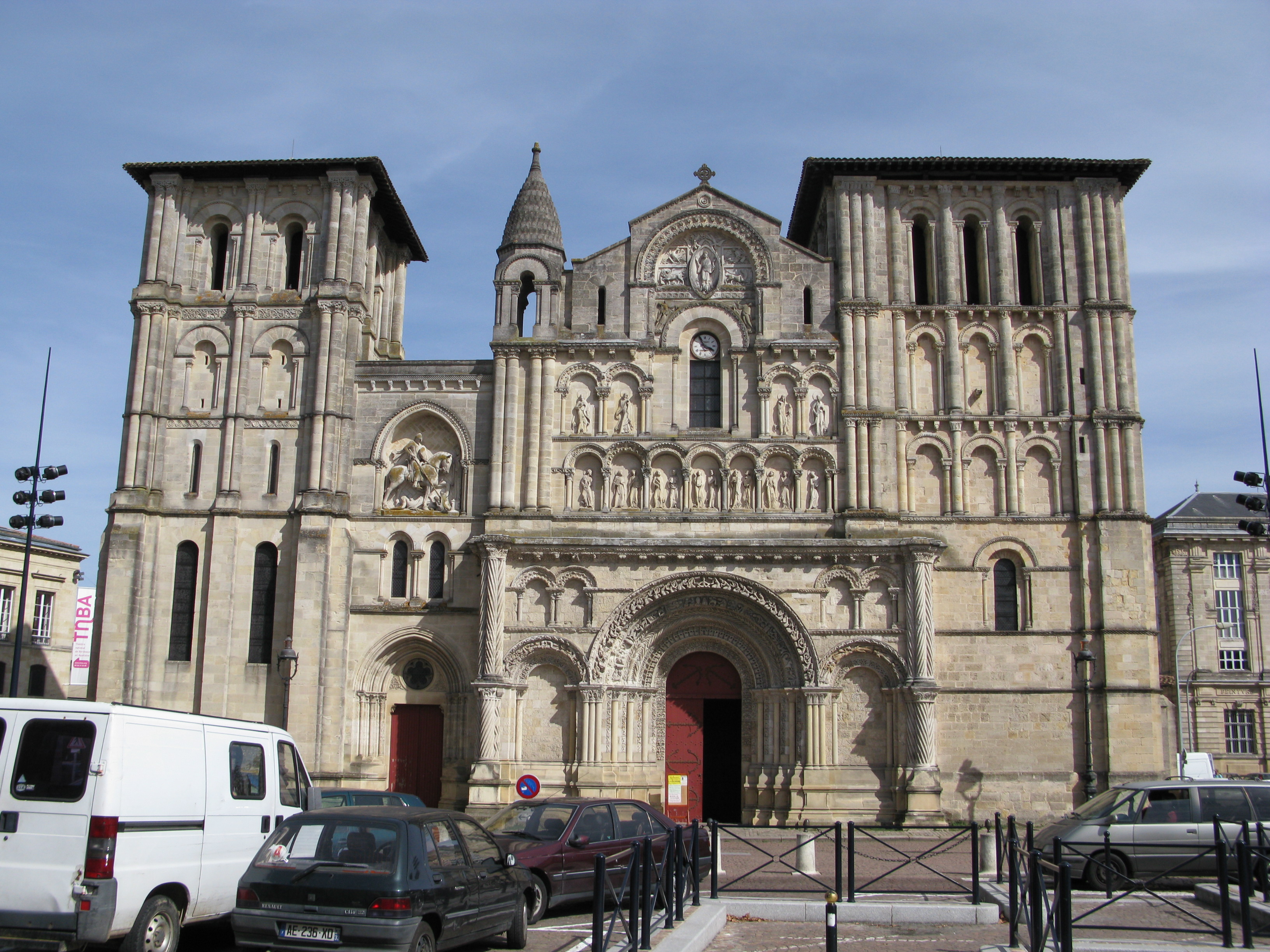
Sainte-Croix de Burdeos
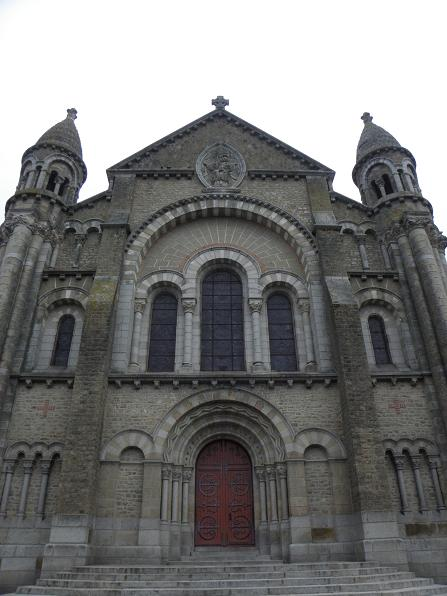
Notre-Dame de Bonabry, en Fougères
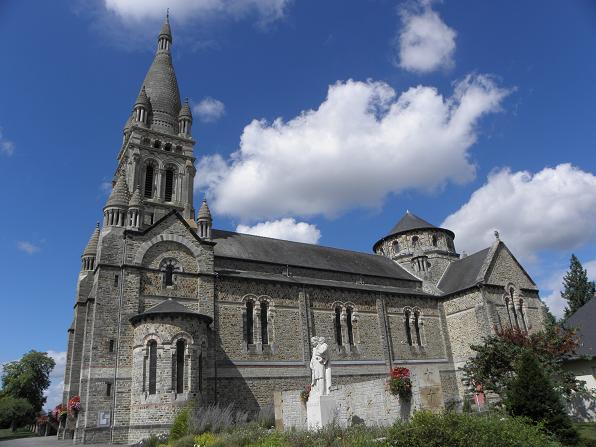
Saint-Étienne en Val d'Izé

En Estados Unidos, el arquitecto Henry Hobson Richardson hizo muchos diseños para la Trinity Church (1876) de Boston combinando la fachada de, los portales de Saint-Gilles-du-Gard y la flecha de la catedral de Salamanca. Aunque este proyecto fue desechado, los dibujos se conservan en la biblioteca Houghton de la Universidad de Harvard.